# Karl Lueger
Dr. Karl Lueger [luˈeːɡər] (n. 24 octombrie 1844, Viena, d. 10 martie 1910, Viena) a fost un politician austriac și susținător al cauzei românilor din Transilvania - în onoarea sa, în anul 1911, fosta stradă a Fântânii (din 1878), actuală Berthelot (din 1918), este denumită Karl Lueger. A absolvit Dreptul la Universitatea din Viena în 1870.
A fost fondatorul și președintele Partidului Social Creștin, care l-a nominalizat ca primar al Vienei în 1895, după ce partidul câștigase alegerile pentru consiliul local. După trei respingeri, Împăratul Franz Joseph a acceptat în final alegerea sa în 1897, astfel că din 1897 până în 1910 a fost primarul Vienei.
Cunoscut pentru antisemitismul său și politicile rasiale, Lueger a fost o sursă de inspirație pentru Adolf Hitler, mai ales prin atitudinile rasiste împotriva minorităților nevorbitoare de limbă germană din Austro-Ungaria. A votat în 1877 pentru legea propusă de Georg Ritter von Schönerer de restricționare a emigrației evreilor ruși și români.
"Lupta de rasă este mai importantă decât cea de clasă."